# Вальмон (фильм)
«Вальмон» (фр. Valmont) — кинофильм режиссёра Милоша Формана, вышедший на экраны в 1989 году. Экранизация романа Шодерло де Лакло «Опасные связи».

## Сюжет
Светская львица маркиза де Мертей однажды узнает, что её любовник Жеркур, не сказав ей ни слова, планирует жениться на юной Сесиль де Воланж. Желая отомстить ему, Мертей уговаривает своего близкого знакомого виконта де Вальмона совратить девушку. Тот поначалу отказывается, заявляя, что влюблен в мадам де Турвель, бережно хранящую верность мужу. Маркиза предлагает Вальмону пари: если он добьется своего с мадам де Турвель, то она отдастся ему; если же нет — то виконт должен будет отправиться в монастырь и покаяться.

## В ролях
- Колин Фёрт — виконт де Вальмон
- Аннетт Бенинг — маркиза де Мертей
- Мэг Тилли — мадам де Турвель
- Файруза Балк — Сесиль
- Шан Филлипс — мадам де Воланж
- Джеффри Джонс — Жеркур
- Генри Томас — Дансени
- Фабия Дрейк — мадам де Розамонд
- Томас Патрик Маккенна — барон
- Айла Блэр — баронесса
- Иэн Макнис — Азолан
- Рональд Лейси — Жозе
- Винсент Скьявелли — Жан

## Критика
«Вальмон», снятый в усадьбе Ла-Мот-Тийи и в садах Версаля, вышел в прокат меньше чем через год после триумфа «Опасных связей» Стивена Фрирза, причём на фоне своего предшественника смотрелся весьма блёкло. Создатели фильма перенесли действие на полвека назад и притушевали циничные мотивы действий главных героев. В результате, как писал Джонатан Розенбаум, у Формана полностью отсутствует упоение мощью порока, составляющее главную особенность романа; «в остатке мы имеем мелочное злопыхательство и беззубый цинизм». Рецензент allmovie недоумевает по поводу того, что вынеся в название ленты имя виконта, Форман большую часть экранного времени посвятил маркизе; он объясняет это решение отсутствием у Колина Фёрта необходимой харизмы и отметает фильм в сторону как «совершенно не запоминающийся» (an entirely forgettable affair).

## Награды и номинации
- 1990 — две премии «Сезар»: лучшие костюмы (Теодор Пиштек) и лучшая работа художника (Пьер Гюффруа)
- 1990 — две номинации на премию «Сезар»: лучший режиссёр (Милош Форман) и лучший постер (Лоран Петен, Лоран Люфруа)
- 1990 — номинация на премию «Оскар» за лучшие костюмы (Теодор Пиштек)
- 1992 — номинация на премию BAFTA за лучшие костюмы (Теодор Пиштек)